# توماس درابر
توماس درابر (بالإنجليزية: Thomas Draper)‏ هو سياسي أسترالي، ولد في 29 ديسمبر 1864 في المملكة المتحدة، وتوفي في 11 يوليو 1946 في أستراليا. حزبياً، نشط في Nationalist Party (Australia) ‏. وقد انتخب عضو الجمعية التشريعية لأستراليا الغربية.